# Tobias Buck-Gramcko
Tobias Buck-Gramcko (né le 1er janvier 2001 à Göttingen) est un coureur cycliste allemand. Il participe à des compétitions sur route et sur piste.

## Biographie
Tobias Buck-Gramcko participe à des compétitions de cyclisme depuis 2014, après avoir participé à des épreuves sportives combinées et du triathlon. En 2017, il est champion d'Allemagne du contre-la-montre cadets (moins de 17 ans).
L'année suivante, il fait ses débuts aux championnats d'Europe sur piste juniors (moins de 19 ans) à Aigle, en Suisse. Avec Max Gehrmann, Calvin Dik et Jannis Peter, il décroche la médaille de bronze dans la poursuite par équipes avec un nouveau record d'Allemagne dans la catégorie d'âge (4 minutes et 7.401 secondes).
En 2019, il remporte deux médailles aux championnats d'Europe sur piste juniors : l'argent en poursuite individuelle (derrière son compatriote Nicolas Heinrich) et le bronze en poursuite par équipes avec Heinrich, Hannes Wilksch, Pierre-Pascal Keup et Moritz Kretschy. Quatre semaines plus tard, il participe aux mondiaux sur piste juniors, organisés à domicile à Francfort-sur-l'Oder. Il domine ces championnats en décrochant trois titres sur le kilomètre, la poursuite individuelle (devant Heinrich) et la poursuite par équipes (avec Heinrich, Wilksch, Keup et Kretschy). lors de la poursuite par équipes, le quatuor allemand réalise un nouveau record du monde juniors en 3 minutes et 58.793 secondes.  En fin d'année 2019, il a été élu « Jeune athlète de l'année » en Basse-Saxe.
En 2020, il rejoint l'équipe continentale allemande Rad-net Rose. Cette même année, il est troisième du championnat d'Allemagne du contre-la-montre espoirs. En 2020, aux championnats d'Europe sur piste espoirs (moins de 23 ans), il décroche la médaille de bronze sur la poursuite par équipes avec Heinrich, Felix Groß et Richard Banusch. L'année suivante, il est champion d'Europe de poursuite espoirs en battant une nouvelle fois Nicolas Heinrich en finale et participe à ses premiers championnats du monde et d'Europe avec les élites. 
En avril 2022, lors de la première manche de la Coupe des nations sur piste à Glasgow, il termine quatrième de la poursuite.

## Palmarès sur piste

### Jeux olympiques
- Paris 2024
  - 9e de la poursuite par équipes

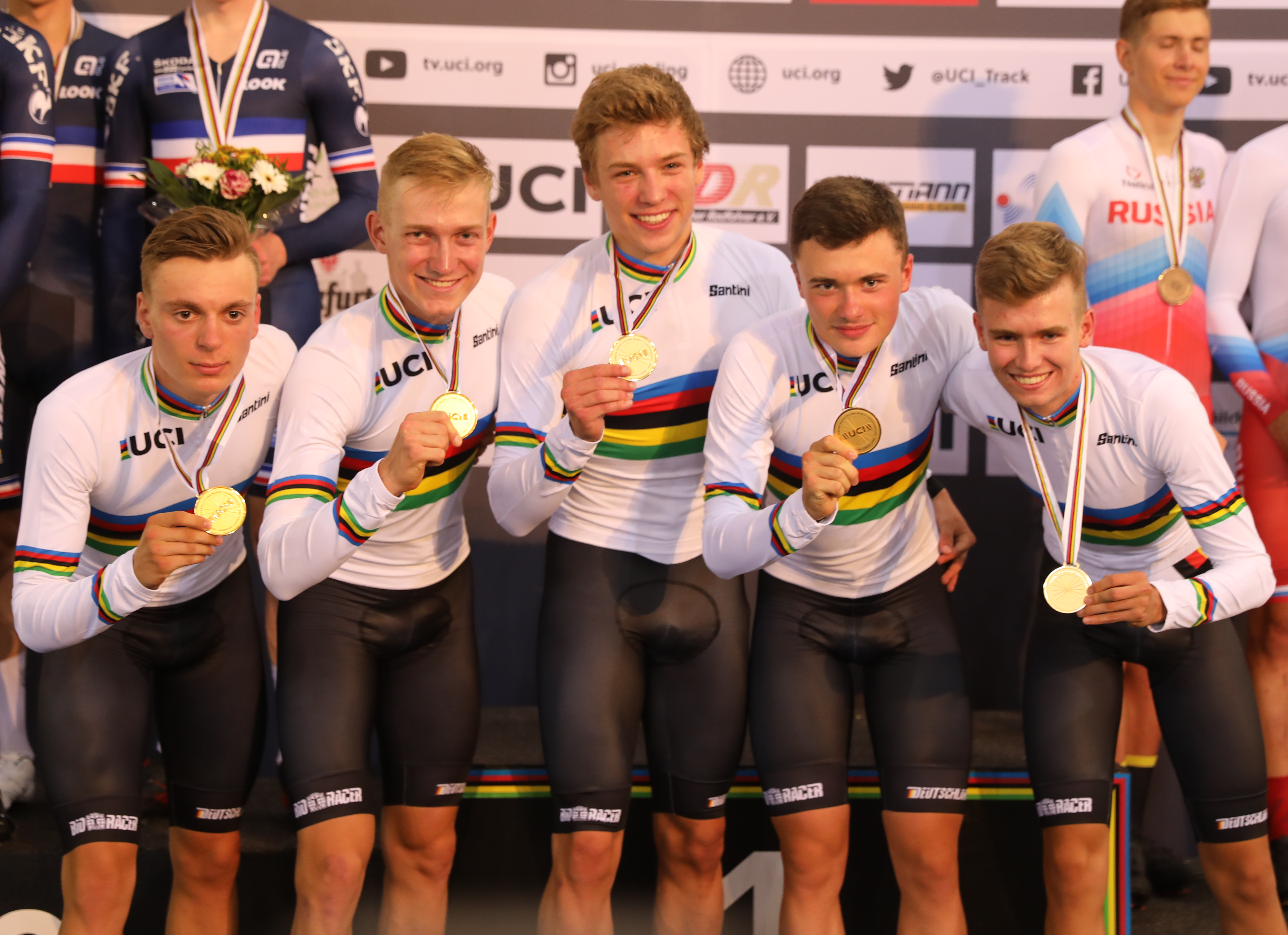
L'équipe de poursuite allemande aux mondiaux juniors de 2019 (de gauche à droite) : Hannes Wilksch, Pierre-Pascal Keup, Tobias Buck-Gramcko, Nicolas Heinrich et Moritz Kretschy.

### Championnats du monde
| Édition / Épreuve                   | Kilomètre | Poursuite individuelle | Poursuite par équipes |
| Francfort-sur-l'Oder 2019 (juniors) | Or        | Or                     | Or                    |
| Roubaix 2021                        |           | 5e                     | 7e                    |

### Coupe des nations
- 2022
  - 2e de la poursuite à Milton
  - 3e de la poursuite par équipes à Milton
- 2023
  - 3e de la poursuite par équipes au Caire

### Championnats d'Europe
| Édition / Épreuve                 | Poursuite individuelle | Poursuite par équipes |
| Aigle 2018 (juniors)              |                        | Bronze                |
| Gand 2019 (juniors)               | Argent                 | Bronze                |
| Fiorenzuola d'Arda 2020 (espoirs) | 5e                     | Bronze                |
| Apeldoorn 2021 (espoirs)          | Or                     | 4e                    |
| Granges 2021                      |                        | 4e                    |
| Anadia 2022 (espoirs)             | Argent                 |                       |
| Munich 2022                       | 8e                     | 4e                    |
| Granges 2023                      | Bronze                 | 6e                    |

### Championnats d'Allemagne
- 2019
  -   Champion d'Allemagne du kilomètre juniors
  -   Champion d'Allemagne de poursuite juniors
- 2022
  -  Champion d'Allemagne de poursuite par équipes
- 2023
  -  Champion d'Allemagne de poursuite par équipes

## Palmarès sur route

### Par année
- 2017
  -  Champion d'Allemagne du contre-la-montre cadets
- 2020
  - 3e du championnat d'Allemagne du contre-la-montre espoirs
- 2021
  - 2e du championnat d'Allemagne du contre-la-montre par équipes
- 2022
  -  Champion d'Europe du contre-la-montre en relais espoirs
  - 2e du championnat d'Allemagne du contre-la-montre espoirs

### Classements mondiaux
| Année                                 | 2021  | 2022  | 2023  |
| ------------------------------------- | ----- | ----- | ----- |
| Classement mondial                    | 2339e | 1732e | 2913e |
| UCI Europe Tour                       | 1561e | 1133e | nc    |
|                                       |       |       |       |
| Légende : nc = non classéSource : UCI |       |       |       |